# Gianfranco Martin
Gianfranco Martin (n. 15 februarie 1970, Genova, Italia) este un schior alpin ce a reprezentat Italia, medaliat olimpic. A participat la 2 ediții ale Jocurilor Olimpice (1992, 1994) în care a câștigat o medalie de argint.